# Raving Dahlia
Raving Dahlia — пятый мини-альбом нидерландской певицы  Севдализы, релиз которого состоялся 25 февраля 2022 года на лейбле Twisted Elegance. Продюсерами альбома выступили Севдализа и Mucky.

## Об альбоме
Альбом родился из личного опыта артистки как женщины в музыкальной индустрии, где они особенно подвергаются высокому давлению, чтобы соответствовать нереалистичным ожиданиям того, как артистка должна выглядеть, говорить, действовать и думать. Целью альбома является расширение прав и возможностей женщин и предоставление им свободы выбора и способности определять свои собственные стандарты «совершенства» — против любого общественного стереотипа или конвенции.
Как объясняет сама певица, Raving Dahlia (с англ. — «Неистовая георгина») — фемменоидный робот, физическое творение, рожденное из разочарования, давления и неизмеримых ожиданий художницы, которой необходимо выдержать карьеру во время её развития как женщины. На обложке альбома изображено обнаженное и цифровое скульптурное исполнение Севдализы, намекающее на научно-фантастическую тему.

## Отзывы критиков
| Совокупная оценка    | Совокупная оценка |
| Источник             | Оценка            |
| -------------------- | ----------------- |
| Album of the Year    | 76/100            |
| Оценки критиков      |                   |
| Источник             | Оценка            |
| Beats Per Minute     | 78/100            |
| Crack                | 7/10              |
| The Line of Best Fit | 7/10              |
| The Skinny           | [ 11 ]            |

Джон Эймен из интернет-издания Beats Per Minute заявил, что это наиболее стилистически разнообразный и интонационно авантюрный проект исполнительницы на сегодняшний день, она, по его мнению, использует его как стартовую площадку для своих эмоциональных и звуковых экспериментов. Люк Балланс в свей рецензии для The Line of Best Fit, отметил, что певица, проносясь через эклектичное сочетание жанров с головокружительной скоростью, каждый раз попадает в цель — это невероятно амбициозно, но всеобъемлющее видение кажется необычно запутанным от того, кто уделяет так много внимания творческому направлению своих проектов. Рецензент The Skinny Анита Банади описала альбом как «исцеляющий и порой даже гедонистический», добавив, что Севдализа »предлагает что-то трансцендентное, но глубоко, безвозвратно ощущаемое».

## Список композиций
| №                   | Название                                 | Автор(ы)                                                            | Длительность |
| ------------------- | ---------------------------------------- | ------------------------------------------------------------------- | ------------ |
| 1.                  | «System»                                 | Рейнард Баргманн, Леон ден Энгельсон, Севда Ализаде                 | 4:51         |
| 2.                  | «High Alone»                             | Рейнард Баргманн, Михай Пускойу, Рэвен Аартсен, Севда Ализаде       | 3:53         |
| 3.                  | «Everything Is Everything»               | Рейнард Баргманн, Джоэл Дьелеман, Леон ден Энгельсон, Севда Ализаде | 5:10         |
| 4.                  | «The Great Hope Design»                  | Рейнард Баргманн, Джаспер Сколма, Севда Ализаде                     | 5:20         |
| 5.                  | «Human Flow»                             | Рейнард Баргманн, Михай Пускойу, Севда Ализаде                      | 3:19         |
| 6.                  | «Oh My God» (Sleepnet X Sevdaliza Remix) | Рейнард Баргманн, Михай Пускойу, Ник Росс, Севда Ализаде            | 4:52         |
| Общая длительность: | Общая длительность:                      | Общая длительность:                                                 | 26:10        |

## История релиза
| Регион | Дата            | Формат                          | Лейбл            |
| ------ | --------------- | ------------------------------- | ---------------- |
| Мир    | 25 февраля 2022 | Цифровая загрузка, стриминг, LP | Twisted Elegance |